# Oficina Francesa de Protección a los Refugiados y Apátridas
La Oficina francesa de protección a las personas refugiadas y apátridas, (en francés: Office français de protection des réfugiés et apatrides, OFPRA) es un organismo público administrativo encargado de asegurar en Francia la aplicación de la Convención de Ginebra del 28 de julio de 1951 relativa al estatus de las personas refugiadas y de la Convención de Nueva York de 1954. 
La sede del OFPRA se encuentra en Fontenay-sous-Bois (Valle del Marne). Allí se analizan todas las demandas de asilo realizadas en Francia metropolitana. Una rama, antes instalada en Guadalupe, se encuentra en Cayena (Guayana Francesa) y trata las demandas depositadas en Guayana Francesa y en las Antillas.
Desde 2019, el director general del OFPRA es Julien Boucher.

### Las divisiones geográficas
Las demandas de asilo están instruidas en el seno de seis servicios llamados divisiones geográficas de instrucción, llevando el nombre de una persona que ha sido reconocida como refugiada en Francia. Desde el mes de enero de 2017, están repartidas en dos polos: el polo Europa-Asia y el polo Américas-África.
| Polo            | División                    | División              |
| Polo            | Ámbito                      | Refugiado homenajeado |
| --------------- | --------------------------- | --------------------- |
| Europa-Asia     | Europa-Oriente Medio 1 (EU) | María Casares         |
| Europa-Asia     | Europa-Oriente Medio 2 (EA) | Rudolf Nuréyev        |
| Europa-Asia     | Asia 1 (AS)                 | Atiq Rahimi           |
| Europa-Asia     | Asia 2 (AI)                 | ¿?                    |
| Américas-África | África 1 (AF)               | Geoffrey Oryema       |
| Américas-África | África 2 (AA)               | Maya Surduts          |
| Américas-África | Américas-Magreb 1 (AM)      | Miguel Ángel Estrella |
| Américas-África | Américas-Magreb 2 (MA)      | ¿?                    |

Las divisiones están subdivididas en varias secciones, unidades de instrucción que comprende cada una entre 8 y 12 oficiales de amparo. El OFPRA cuenta con aproximadamente 350 oficiales de amparo responsable de la instrucción de las demandas de asilo.

### La división del amparo
La división del amparo del OFPRA libra cerca de 300 000 documentos por año a las personas protegidas.
La división del amparo es responsable de :
- La reconstitución de los documentos de estado civil
- El procedimiento de cambio de nombre
- Delibranza de libretas de familia
- Delibranza de documentos administrativos

## Organismos comparables en Europa
- Alemania: Bundesamt für Migración und Flüchtlinge (BAMF)
- Bélgica: Comisaría general a los refugiados y a los apatrides (CGRA)
- Países Bajos: Immigratie en Naturalisatie Dienst (IND)
- Reino Unido: UK Bordear Agency, antiguamente Bordear and Inmigración Agency (BIA)
- Suiza: Oficina federal de las migraciones (OFM)
- Irlanda: Oifig Año Coimisinéir Iarratais do Dhídeanaithe (ORAC)